# Abraham Storck
Abraham Storck (ou Sturckenburch; nascido em 17 de abril de 1644 em Amsterdã - sepultado em 8 de abril de 1708) foi um pintor holandês, famoso por suas pinturas marinhas, vistas topográficas e cenas portuárias italianas.  Storck também foi um excelente desenhista.
Storck foi batizado na Noorderkerk, uma igreja protestante em Jordaan. Seu pai era o pintor Jan Jansz Sturck (ou Johannes Storck) (1603-1673), de Wesel. Storck tinha dois irmãos, que também eram pintores e usavam o nome Sturckenburch até cerca de 1688, quando passaram a se chamar Storck ou Sturck. 
As cenas marinhas e fluviais de Storck foram influenciadas por Willem van de Velde, o Velho e Willem van de Velde, o Jovem, por Ludolf Bakhuizen e por Jan Abrahamsz Beerstraaten.
Storck, influenciado por Jan Baptist Weenix, produziu vistas fantásticas de portos mediterrâneos, que colocam a navegação mercante em meio a ruínas arquitetônicas, retratadas com as cores cristalinas da arte italiana do período.
Storck pintou algumas cenas de inverno, inspiradas no exemplo de Jan Abrahamsz Beerstraaten e seu filho Abraham Beerstraaten, um autorretrato e algumas alegorias.